# Bramshill
Bramshill es una parroquia civil y un pueblo del distrito de Hart, en el condado de Hampshire (Inglaterra).

## Geografía
Según la Oficina Nacional de Estadística británica, Bramshill tiene una superficie de 9,02 km².

## Demografía
Según el censo de 2001, Bramshill tenía 163 habitantes (53,99% varones, 46,01% mujeres) y una densidad de población de 18,07 hab/km². El 19,63% eran menores de 16 años, el 77,3% tenían entre 16 y 74, y el 3,07% eran mayores de 74. La media de edad era de 38,09 años. Del total de habitantes con 16 o más años, el 19,08% estaban solteros, el 70,23% casados, y el 10,69% divorciados o viudos.
El 88,41% de los habitantes eran originarios del Reino Unido. El resto de países europeos englobaban al 2,44% de la población, mientras que el 9,15% había nacido en cualquier otro lugar. Según su grupo étnico, el 98,15% de los habitantes eran blancos y el 1,85% negros. El cristianismo era profesado por el 80,61%, el judaísmo por el 2,42%, y cualquier otra religión, salvo el budismo, el hinduismo, el islam y el sijismo, por el 1,82%. El 11,52% no eran religiosos y el 3,64% no marcaron ninguna opción en el censo.
84 habitantes eran económicamente activos, todos ellos empleados. Había 65 hogares con residentes, 3 vacíos, y 31 eran alojamientos vacacionales o segundas residencias.